# Хюлльхорст
Хюлльхорст (нем. Hüllhorst) — община в Германии, в земле Северный Рейн-Вестфалия.
Подчиняется административному округу Детмольд. Входит в состав района Минден-Люббекке.  Население составляет 13 351 человек (на 31 декабря 2010 года). Занимает площадь 44,73 км².
Коммуна подразделяется на 8 сельских округов. Крупнейшая компания в городе - Wortmann AG.

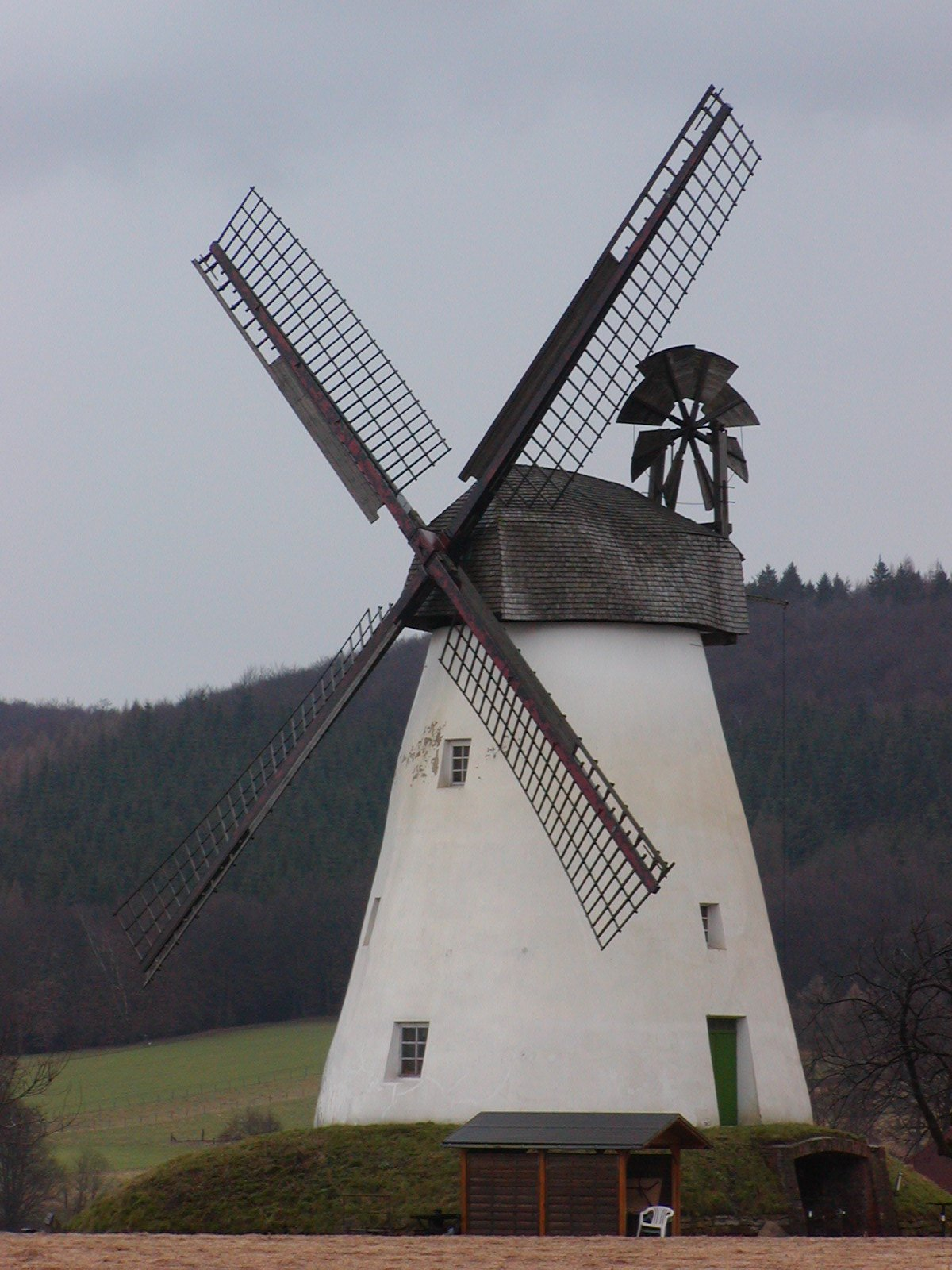
Хюлльхорст